# Ob"jasnenie v ljubvi
Ob"jasnenie v ljubvi (Объяснение в любви) è un film del 1977 diretto da Il'ja Aleksandrovič Averbach.

## Trama
Il film racconta di un uomo anziano che rievoca la sua giovinezza, un incontro con una donna con cui ha legato la sua vita, così come le prime missioni in Unione Sovietica.